# Nathaniel Bagshaw Ward
Nathaniel Bagshaw Ward (1791 - 4 de junio de 1868, St Leonard, Sussex) fue un médico inglés que popularizó un método para el cultivo y transporte de plantas que se llamó el método de Ward.
Ward nació en Londres de Stephen Smith Ward, un doctor en medicina. Poco se sabe de sus primeros años y la vida familiar, pero se cree que fue enviado a Jamaica a la edad de trece años, donde pudo haber tomado interés en las plantas. Ejerció la medicina en el East End de Londres y se interesó por la botánica y la entomología en el tiempo libre o cuando estaba de vacaciones en Cobham, Kent.
"Lo que se sabe es que en la plaza Wellclose, esa parte de la zona portuaria donde vivía, era una especie de Sherlock Holmes del lugar;. No había exactamente los leprosos, lascares abominables y chinos malos, pero daba esa impresión de todos modos. Y Holmes y Watson si hubieran contactado con su contemporáneo, el Dr. Nathaniel Ward, sin duda, habrían admirado su método científico de observación y deducción"
Calificado en Londres en 1814 como miembro del "Royal College of Surgeons", más tarde se convirtió en miembro de la Sociedad Linneana de Londres en 1852.
Sus cuatro hijos, Stephen (n.1819), Nathaniel (n.1821), John (n.1824) y Richard (n.1831) todos se graduaron como médicos o cirujanos. Stephen y Nathaniel tras clasificarse ambos trabajaron como asistentes con su padre en el East End. John se unió a la Royal Navy en 1846 como cirujano ayudante, sirviendo con distinción durante la guerra de Crimea, y el hijo más joven Richard tuvo su propia consulta en el centro de Londres.
- La abreviatura «N.B.Ward» se emplea para indicar a Nathaniel Bagshaw Ward como autoridad en la descripción y clasificación científica de los vegetales.[5]

## Ward y su método

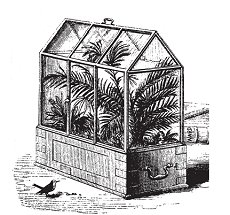
Caja de Ward

Ward notó por primera vez los efectos de un recipiente de vidrio herméticamente cerrado en 1829. Había colocado una crisálida de una polilla esfinge en el suelo húmedo en el fondo de una botella y lo cubrió con una tapón hermético. Una semana más tarde se dio cuenta de que un helecho y la hierba de plántulas habían brotado de la tierra. Esto despertó su interés, vio que la humedad evaporada se condensaba en las paredes de la botella durante el día, y se deslizaba hacia abajo en el suelo al caer la tarde, logrando el mantenimiento de una humedad constante.
La caja de cristal donde él solía atrapar mariposas y hacer crecer las plantas se utilizó ampliamente durante el tiempo de introducción de las plantas en las colonias británicas. Sus primeros experimentos con plantas dentro de cajas de cristal comenzaron en 1830. En 1833 George Loddiges utilizó el método de Ward para plantas que enviaba a Australia y dijo que "mientras que con el método que utilizaa antes perdía diecinueve de cada veinte de las plantas que hacían el viaje, diecinueve de cada veinte son ahora el promedio de las que sobreviven". Loddiges fue el vicepresidente de The Horticultural Society y el sistema de Ward se hizo popular.

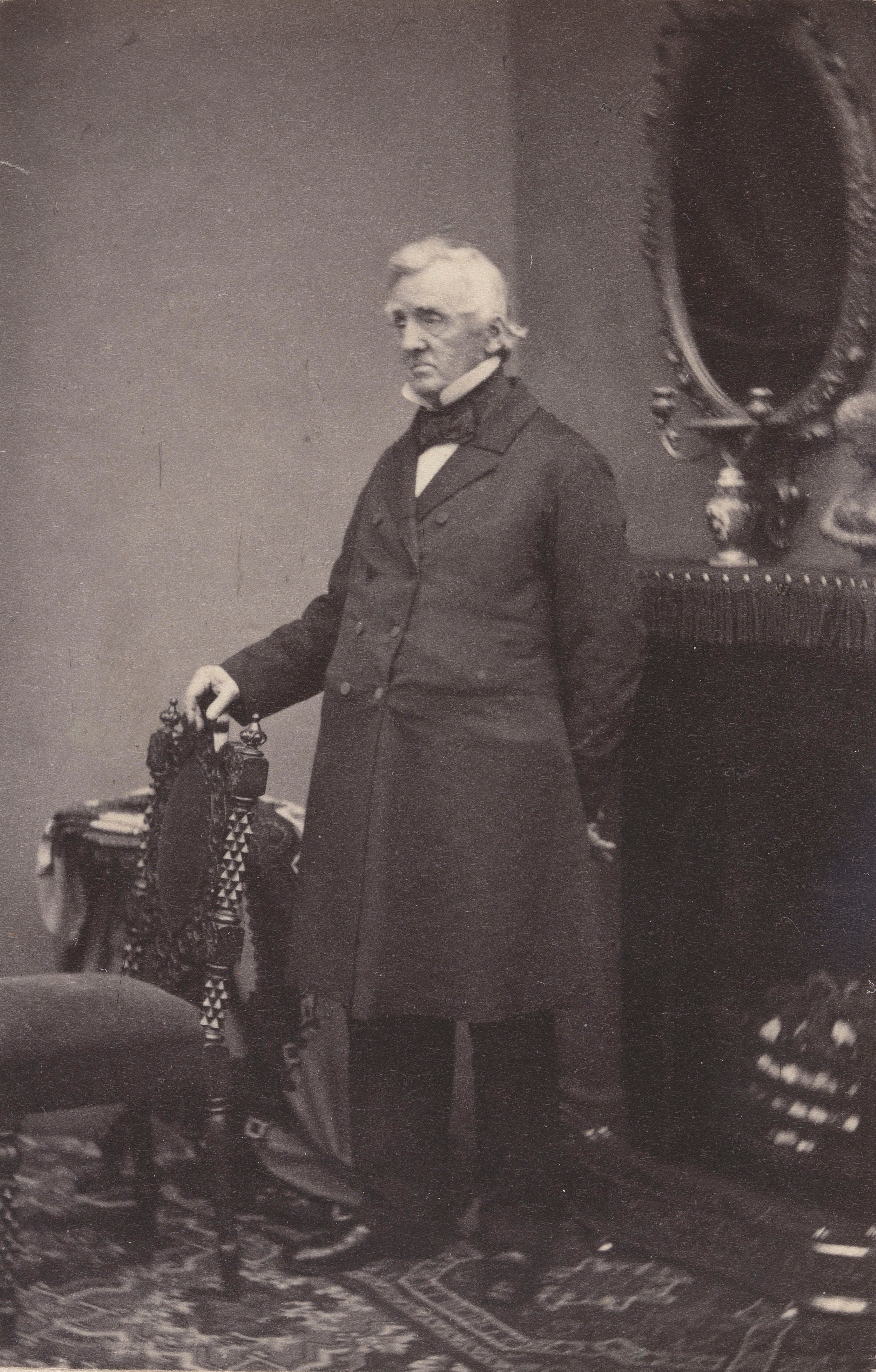
Ward en 1866

Trató de hacer un invernadero en el jardín de Clapham siguiendo el principio del método de Ward. Sin embargo, esto fue criticado por John Lindley en The Gardeners' Chronicle, quien escribió que "cuando se abre y se cierra cada día, no tiene más derecho al nombre (del método de Ward) que el de un invernadero común". Lindley también escribió diciendo que Ward tenía una vanidad desmedida y el deseo de ser "reconocido como un segundo Newton.
El Dr. Ward pronunció una conferencia sobre su descubrimiento de una forma de preservar las plantas en 1854 en la Chelsea Physic Garden. También trabajó en la microscopía y ayudó en el desarrollo del Chelsea Physic Garden como miembro de la junta directiva. Fue elegido Fellow of the Royal Society en 1852.
Nathaniel Bagshaw Ward murió en St Leonards en Sussex y está enterrado en una tumba sin nombre en el cementerio de West Norwood.